# Gheorghe Munteanu (chimist)
Gheorghe Munteanu (n. 9 octombrie 1935, comuna Cosăuți, județul Soroca - d. 2 ianuarie 2022, Chișinău) a fost un om de știință român din Republica Moldova, doctor în chimie.

## Biografie
S-a născut în familia lui Eftemie și a Eudochiei Munteanu, țărani mijlocași din comuna Cosăuți, județul Soroca. 
A absolvit Școala de 7 ani din Cosăuți, iar în 1952 Școala Medie nr. 1 din Soroca. Își continuă studiile la Facultatea de Chimie a Universității de Stat din Moldova, pe care a absolvit-o în 1957 ca specialist în chimie organică.
A început activitatea științifică la filiala moldovenească a Academiei de Științe din U.R.S.S., transformată apoi în Academia de Științe a R.S.S.M., sub conducerea academicianului G.V. Lazurievschi. S-a ocupat de studiul componenților chimici ai unor plante din Republica Moldova. Lucrările din cadrul tezei de doctor în științe chimice au fost efectuate în laboratorul de sinteză chimică fină al Institutului de Chimie Organică din Moscova, condus de doctorul habilitat în chimie Kucerov. În 1970 susține în această instituție teza de doctor în chimie cu tema „Studierea ciclizării selective a substanțelor izoprenoice”.
Cercetările științifice au dus la obținerea a două brevete. În colaborare cu alți cercetători științifici de la Institutul de Chimie a Academiei de Științe din Moldova, sub conducerea academicianului P. Vlad, precum și cu specialiști de la Combinatul de Tutun din Chișinău, a elaborat metodici tehnologice de producere a țigărilor aromatizate „MT” și „Nistru”.
A ocupat din 1982 până în 1997 funcția de director al Întreprinderii experimentale a Institutului de Chimie al Academiei de Științe a Moldovei.
A publicat în reviste de specialitate din țară și din străinătate peste 40 de lucrări științifice.   
S-a căsătorit în 1963 cu Adelaida Russo, absolventă în 1958 a Facultății de Chimie a Universității din Moscova, doctor în chimie în 1973 la Academia de Științe a Bielorusiei. Au împreună un fiu, Alexandru, născut în 1964.   